# Équipe cycliste RB Zelfbouw UCT

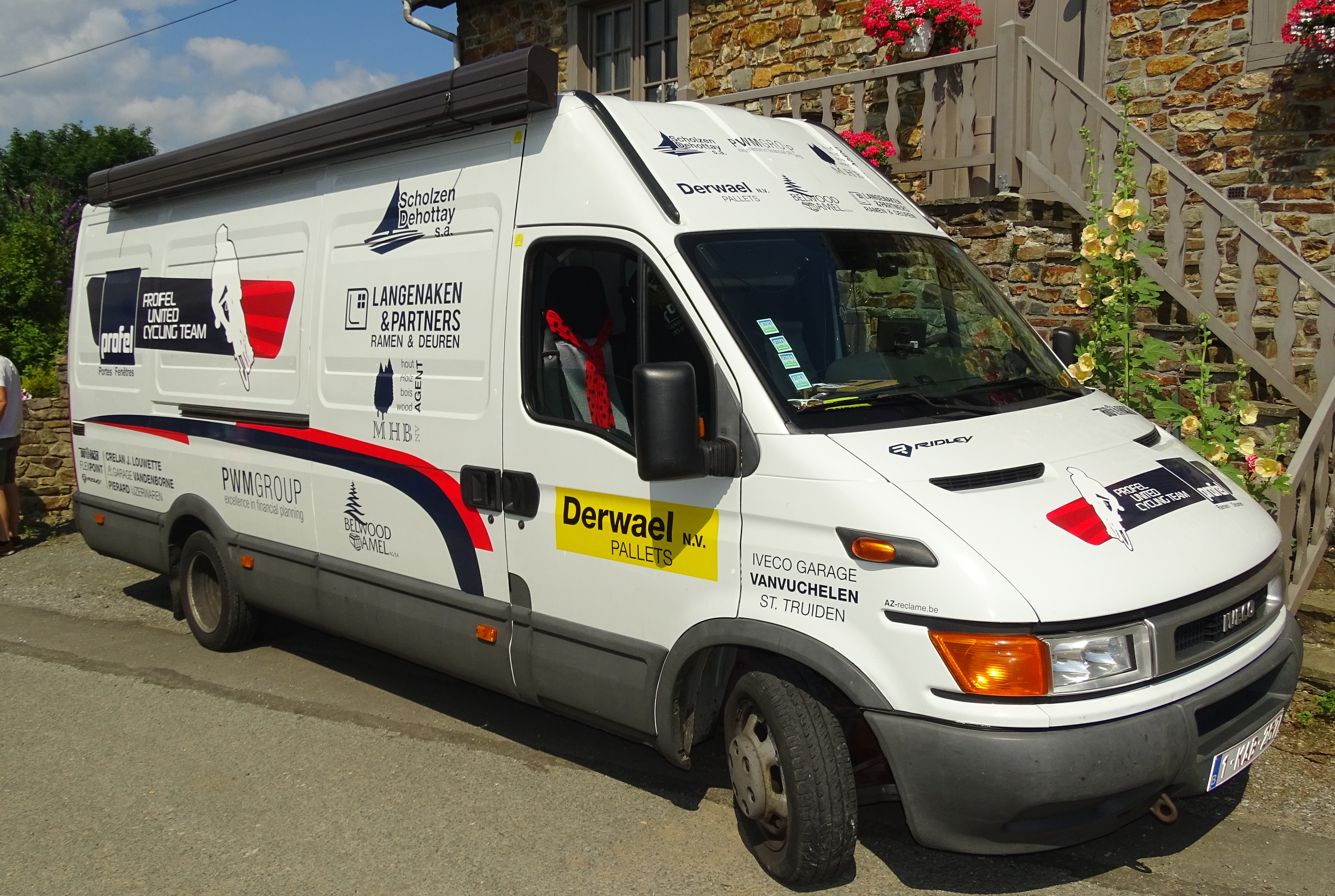
La camionnette lors du départ de la 4e étape du Tour de la province de Liège 2015 à Stoumont.

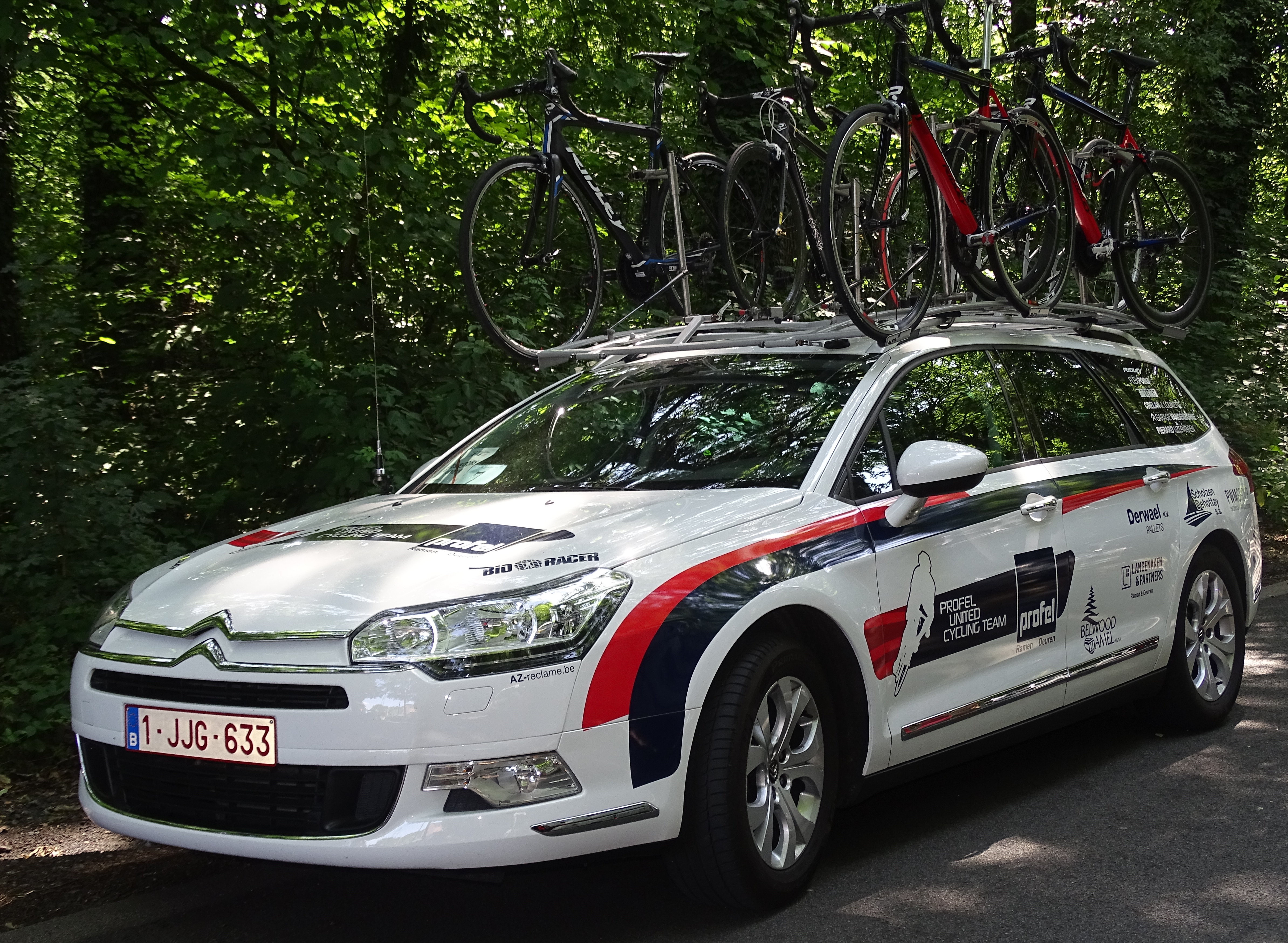
Une des voitures lors du départ de la 5e étape du Tour de la province de Liège 2015 à Ougrée (Seraing).

Pour les articles homonymes, voir United.
L'équipe cycliste RB Zelfbouw UCT est une équipe cycliste belge.

## Histoire de l'équipe
La première saison de l'équipe de club belge United a lieu en 2007.
Pour sa saison 2015, l'équipe participe à la Topcompétition.
En 2019, le club est renommé DaVo United CT après sa fusion avec DaVo CT, un autre club belge. Durant l'été 2021, son partenaire principal, Davo, annonce l'arrêt de son sponsoring. L'équipe est renommée RB Zelfbouw UCT, du nom de son nouveau sponsor, à partir de l'année 2022.

## Profel United en 2016

### Effectif
| Cycliste              | Date de naissance | Nationalité | Équipe 2014                 |  |
| --------------------- | ----------------- | ----------- | --------------------------- |  |
| Laurens Boons         | 5 avril 1996      | Belgique    | Profel United               |  |
| Glenn Broekmans       | 20 juillet 1992   | Belgique    | Profel United               |  |
| Michiel Broes         | 1er juin 1993     | Belgique    | Profel United               |  |
| Maarten Craeghs       | 3 février 1992    | Belgique    | Lotto-Soudal U23            |  |
| Sieben De Valckeneer  | 24 mai 1991       | Belgique    | Royal Antwerp BC            |  |
| Glenn Debruyne        | 10 janvier 1995   | Belgique    | Profel United               |  |
| Maarten Desair        | 31 août 1993      | Belgique    | Profel United               |  |
| Warre Dufour          | 2 décembre 1996   | Belgique    | Van Der Vurst-Hiko          |  |
| Sander Elen           | 1er mai 1989      | Belgique    | Profel United               |  |
| Jeroen Eyskens        | 4 avril 1993      | Belgique    | Profel United               |  |
| Kevin Heylen          | 6 juillet 1996    | Belgique    | Profel United               |  |
| Nils Heyns            | 26 janvier 1991   | Belgique    | Profel United               |  |
| Lennert Hoefkens      | 31 janvier 1995   | Belgique    | Profel United               |  |
| Dries Lehaen          | 16 septembre 1995 | Belgique    | Profel United               |  |
| Glenn Loenders        | 9 mars 1997       | Belgique    | Davo Tongeren               |  |
| Olivier Moons         | 14 novembre 1997  | Belgique    | De Demerspurters            |  |
| Gilles Ringoot        | 25 septembre 1995 | Belgique    | Royal Cureghem Sportief     |  |
| Fabio Sinoy           | 20 juillet 1995   | Belgique    | Van Eyck Sport              |  |
| Floris Smeyers        | 10 septembre 1990 | Belgique    | Profel United               |  |
| Jari Snyers           | 4 mai 1997        | Belgique    | Avia Wcup                   |  |
| Lennert Teugels       | 9 avril 1993      | Belgique    | Profel United               |  |
| Ruben Van Der Haeghen | 2 décembre 1993   | Belgique    | Baguet-MIBA Poorten-Indulek |  |
| Sten Van Gucht        | 29 novembre 1992  | Belgique    | Verandas Willems            |  |
| Nick Van Hoof         | 11 mars 1992      | Belgique    | KWC Heist Zuiderkempen      |  |
| Glen Van Nuffelen     | 15 février 1997   | Belgique    | Hand in Hand Baal           |  |
| Tom Verhaegen         | 17 décembre 1996  | Belgique    | Profel United               |  |
| Ruben Wouters         | 12 avril 1994     | Belgique    | Profel United               |  |
| Nick Wynants          | 30 mai 1992       | Belgique    | Profel United               |  |